# ليفربول أثينيوم
أثينيوم هو نادي خاص في ليفربول، إنجلترا. تأسس النادي لضمان توفير أحدث الصحف والنشرات، وإنشاء مكتبة لاستخدام التجار والمهنيين في المدينة. تم هدم المبنى الأصلي واستبداله بمبنى جديد قريب في عام 1924. يُعرف أعضاء النادي باسم أصحاب الملكية، لأنهم يشتركون في حصة، وهم رجال ونساء. يحتوي المبنى على مكتبة كبيرة، ويستخدمه الملاك أيضًا للوظائف الاجتماعية. يمكن استئجارها لاستخدامها من قبل الأفراد والمنظمات الخارجية.

## تاريخ
تأسس النادي في 22 نوفمبر 1797. نحو في هذا التاريخ، كانت ليفربول تنمو بسرعة كمركز تجاري. كان التجار وغيرهم من المهنيين في المدينة بحاجة إلى إمداد بأحدث الأخبار. وعادة ما يتم توفير ذلك من خلال الصحف والدوريات في المقاهي، لكنها كانت مكتظة في كثير من الأحيان. كانت هناك أيضًا حاجة إلى مكتبة لأن المكتبة الحالية، التي تأسست عام 1758، لم تكن تعتبر مناسبة. أصدر مؤسسو النادي نشرة بعنوان الخطوط العريضة لخطة لمكتبة وغرفة أخبار، والتي اقترحت «الحصول على إمدادات منتظمة من الصحف، سواء في المدينة أو البلد، وجميع المنشورات الدورية بأي قيمة، وجميع الكتيبات التي لها مراجع لرعايا الدولة المحلية أو العامة أو التجارة». هذا يتطلب المشتركين في الأسهم في «المؤسسة» ومن ثم يتم استخدام أسماء «المالك» بدلاً من «النادي» و«الأعضاء»؛ لا يزال جميع «الأعضاء» عند الانضمام يوقعون على سجل المشاركة الأصلي ويعني العدد المحدود البالغ 500 أنه يمكن لجميع الأعضاء تتبع أسلافهم في هذا. كلف المشتركون المؤسسون المهندس المعماري المحلي جون فوستر بتصميم مبنى لهم في شارع تشيرش. تم فتح هذا في 1يناير 1799، وافتتحت مكتبتها في 1 مايو 1800. كان من بين الأعضاء الأوائل للنادي «رواد الأعمال، وأنصار إلغاء الرق، والمفكرون الأحرار، والمتطرفون السياسيون، الذين اعتبروا أنفسهم أبطال ليفربول التجاريين والفكريين».

## معرض الصور

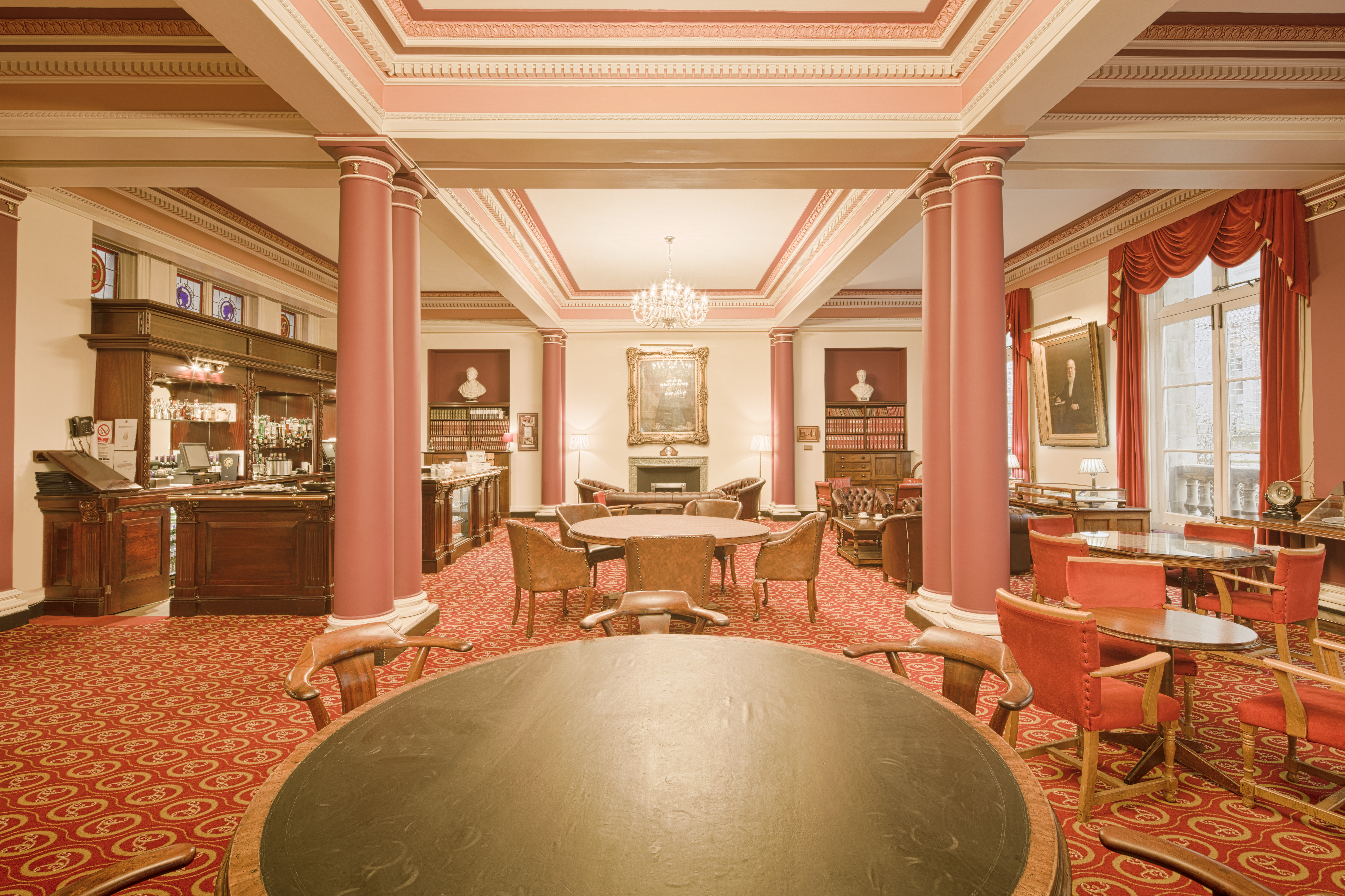
غرفة الاخبار
المكتبة
غرفة اللجنة
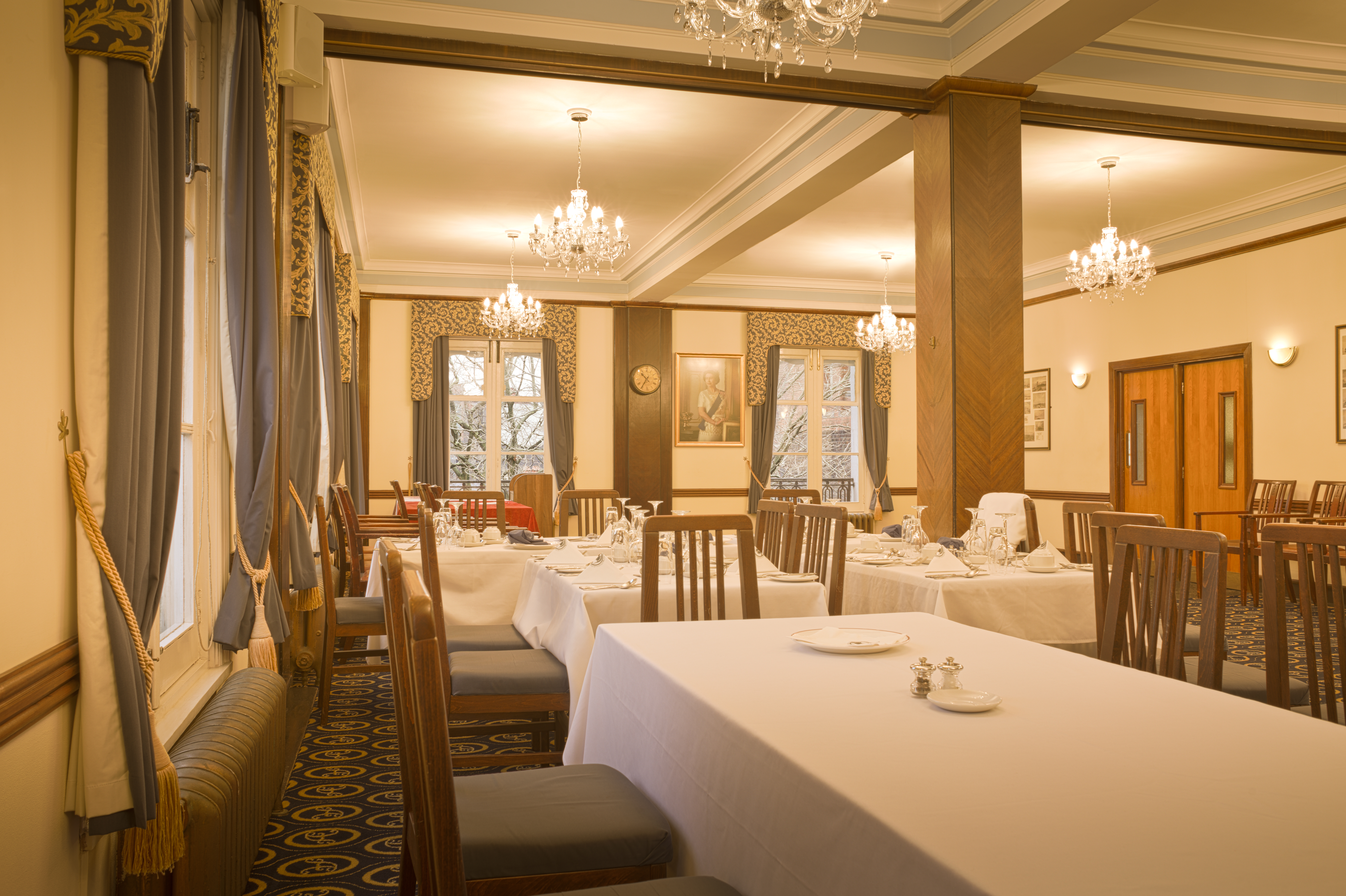
غرفة الطعام